# Мачабели, Кити Георгиевна
Кити Георгиевна Мачабели (груз. კიტი მაჩაბელი, род. 25 октября 1931, Тифлис) — грузинский советский учёный-искусствовед.

## Биография
В 1955 году окончила исторический факультет Тбилисского государственного университета.
С 1960 года работает в Академии наук Грузинской ССР.
Доктор искусствоведения (1973), тема диссертации «Торевтика древней Грузии: по материалам первых веков нашей эры». Сотрудник Института истории грузинского искусства, в 1999—2006 годах — заведующая отделом декоративно-прикладного искусства.
Область научных исследований — поздняя античность и дохристианское искусство (пластика), генезис грузинского христианского искусства, металлическая скульптура, христианская иконография, современное грузинское изобразительное искусство.
Преподаёт Тбилисской академии художеств, ведёт курс истории искусства Старого Света. Профессор (1977).